# Vanuatu
Vanuatu, uradno Republika Vanuatu (angleško Republic of Vanuatu, francosko République de Vanuatu, bislama: Ripablik blong Vanuatu), je otoška država, ki se nahaja v južnem Tihem oceanu. Otočje, ki je vulkanskega izvora, je približno 1.750 kilometrov vzhodno od severne Avstralije, 500 kilometrov severovzhodno od Nove Kaledonije, zahodno od Fidžija in jugovzhodno od Salomonovih otokov, v bližini Nove Gvineje.
Vanuatu so najprej naselili Melanezijci. Prvi Evropejci, ki so obiskali otoke, so bili člani španske odprave, ki jo je vodil portugalskim morjeplovec Fernandes de Queirós, v Espiritu Santo so prispeli leta 1605; otočje je proglasil za špansko last in ga imenoval Espiritu Santo ali Sveti Duh. Leta 1880 sta si Francija in Združeno kraljestvo prisvojila del dežele, leta 1906 pa so se dogovorili o skupnem upravljanju ozemlja pod imenom Novi Hebridi kot britansko-francoski kondominij. Gibanje za neodvisnost se začelo leta 1970, Republika Vanuatu pa je bila ustanovljena leta 1980.
Domače ime je izpeljano iz besede vanua (»zemlja« ali »dom«), ki se pojavlja v več avstronezijskih jezikih, in besede tu (»stati«). Obe besedi skupaj naznanjata neodvisnost novega naroda.